# ريتشارد باير (نحات)
ريتشارد باير (بالإنجليزية: Richard Beyer)‏ هو نحات أمريكي، ولد في 26 يوليو 1925 في واشنطن العاصمة في الولايات المتحدة، وتوفي في 9 أبريل 2012 في نيويورك في الولايات المتحدة.

## وصلات خارجية
- الموقع الرسمي